# فهرست دانشگاه‌های اسرائیل
- دانشگاه عبری اورشلیم
- دانشگاه صنعتی اسرائیل
- موسسه عالی علوم وایزمن
- دانشگاه برایلان
- دانشگاه تل‌آویو
  - دانشگاه حیفا
- دانشگاه بن گوریون
- دانشگاه آزاد اسرائیل